# Bouillancourt-la-Bataille
Bouillancourt-la-Bataille é uma comuna francesa na região administrativa de Altos da França, no departamento de Somme. Estende-se por uma área de 3,59 km². Em 2010 a comuna tinha 156 habitantes (densidade: 43,5 hab./km²).